# Hugo Sánchez
Hugo Sánchez (n. 11 iunie 1958 în Mexico City) este un celebru jucător de fotbal mexican, retras din activitate. De asemenea, acesta este considerat ca fiind drept cel mai bun jucător mexican din istorie.

## Premii obținute
- Gheata de aur (19)